# Europarlamentari del Portogallo della VII legislatura
Gli europarlamentari del Portogallo della VII legislatura, eletti in seguito alle elezioni europee del 2009, sono stati i seguenti.

## Composizione storica
| Europarlamentare                   | Lista                                                          | Gruppo  |
| ---------------------------------- | -------------------------------------------------------------- | ------- |
| Luís Paulo Alves                   | Partito Socialista                                             | S&D     |
| Regina Bastos                      | Partito Social Democratico                                     | PPE     |
| Luis Manuel Capoulas Santos        | Partito Socialista                                             | S&D     |
| Maria Da Graça Carvalho            | Partito Social Democratico                                     | PPE     |
| Carlos Coelho                      | Partito Social Democratico                                     | PPE     |
| António Fernando Correia De Campos | Partito Socialista                                             | S&D     |
| Mário David                        | Partito Social Democratico                                     | PPE     |
| Edite Estrela                      | Partito Socialista                                             | S&D     |
| Diogo Feio                         | CDS - Partito Popolare                                         | PPE     |
| José Manuel Fernandes              | Partito Social Democratico                                     | PPE     |
| Elisa Ferreira                     | Partito Socialista                                             | S&D     |
| João Ferreira                      | Coalizione Democratica Unitaria (Partito Comunista Portoghese) | GUE/NGL |
| Ilda Figueiredo                    | Coalizione Democratica Unitaria (Partito Comunista Portoghese) | GUE/NGL |
| Ana Gomes                          | Partito Socialista                                             | S&D     |
| Marisa Matias                      | Blocco di Sinistra                                             | GUE/NGL |
| Nuno Melo                          | CDS - Partito Popolare                                         | PPE     |
| Vital Moreira                      | Partito Socialista                                             | S&D     |
| Maria Do Céu Patrão Neves          | Partito Social Democratico                                     | PPE     |
| Miguel Portas                      | Blocco di Sinistra                                             | GUE/NGL |
| Paulo Rangel                       | Partito Social Democratico                                     | PPE     |
| Rui Tavares                        | Blocco di Sinistra                                             | GUE/NGL |
| Nuno Teixeira                      | Partito Social Democratico                                     | PPE     |

## Modifiche intervenute

### Partito Social Democratico
- In data 01.05.2014 a Maria Da Graça Carvalho subentra Joaquim Cruz.

### Blocco di Sinistra
- In data 09.05.2012 a Miguel Portas subentra Alda Sousa.

### Coalizione Democratica Unitaria
- In data 18.01.2012 a Ilda Figueiredo subentra Inês Cristina Zuber.